# Varpe
Varpe est un village d'Estonie situé dans la commune de Lääne-Saare du comté de Saare.